# Xã Honey Creek, Quận Iowa, Iowa
Xã Honey Creek (tiếng Anh: Honey Creek Township) là một xã thuộc quận Iowa, tiểu bang Iowa, Hoa Kỳ. Năm 2010, dân số của xã này là 341 người.